# Mikołaj Górecki
Pour les articles homonymes, voir Górecki (homonymie).
Mikołaj Górecki (né le 1er février 1971 à Katowice) est un compositeur polonais. Il est le fils de Henryk Górecki.

## Biographie
Il a étudié à l’Académie de musique Karol Szymanowski de Katowice.